# Kawanabella afanasyevae
Kawanabella afanasyevae är en plattmaskart som beskrevs av O.A. Timoshkin 200. Kawanabella afanasyevae ingår i släktet Kawanabella och familjen Rhynchokarlingiidae. Inga underarter finns listade i Catalogue of Life.